# Die Hochzeitsplaner – Band Baaja Baaraat
Band Baaja Baaraat (übersetzt:  Bands, Trompeten und Festlichkeit) ist ein preisgekrönter Bollywoodfilm aus dem Jahr 2010. Die Hauptrollen übernehmen Anushka Sharma und Ranveer Singh, der auch sein Filmdebüt gibt.

## Handlung
Die selbstbewusste Studentin Shruti Kakkar träumt von der Eröffnung einer eigenen Agentur für Hochzeitsplanungen. Einen Namen für das Geschäft hat sie schon – es soll „Shaadi Mubarak“ heißen. Sie möchte zu den großen Hochzeitsorganisatoren Indiens werden und gibt sich fünf Jahre Zeit, in der sie sich vollkommen auf das Geschäft konzentriert. Anfangs wird dies von Bittoo Sharma, einem Collegestudenten, belächelt. Doch als er von seinem Vater die Aufgabe erhält Zuckerrohr anzubauen und die Familientradition weiterzuführen, steigt er prompt als Partner bei „Shaadi Mubarak“ ein. Durch ihr Engagement ergattern sie sich immer mehr Aufträge, so dass sie schnell ausgebucht und sich früh einen Namen in Delhi machen.
Alles ändert sich als Shruti und Bittoo miteinander schlafen und Shruti so ihre wichtigste Geschäftsregel bricht: „Du darfst dich nie in jemanden verlieben, mit dem du zusammenarbeitest!“ Umso schlimmer für Shruti, die sich bereits in ihn verliebt hat. Sie geraten aneinander und Shruti schmeißt Bittoo aus dem Geschäft. Aus Trotz gründet Bitto seine eigene Agentur, die er „Happy Wedding“ nennt.
Allerdings können beide nicht an ihre vorherigen Erfolge anknüpfen und treiben sich in den Ruin. Nur ein Großauftrag kann die beiden noch retten und sie raffen sich widerwillig auf. Während der großen Hochzeitsplanung merken sie wie sehr sie sich missen. Bittoo zeigt Reue und gesteht ihr seine Liebe, so dass sie endlich ihre eigene Hochzeit feiern können.

## Musik
| Songtitel                        | Sänger/in                                   |
| -------------------------------- | ------------------------------------------- |
| Ainvayi Ainvayi                  | Salim Merchant, Sunidhi Chauhan             |
| Tarkeebein                       | Benny Dayal, Salim Merchant                 |
| Aadha Ishq                       | Shreya Ghoshal, Natalie Di Luccio           |
| Dum Dum                          | Benny Dayal, Himani Kapoor                  |
| Mitra                            | Amitabh Bhattacharya, Salim Merchant        |
| Baari Barsi                      | Harshdeep Kaur, Labh Janjua, Salim Merchant |
| Band Baaja Baaraat (Theme)       | Shrraddha Pandit, Salim Merchant            |
| Ainvayi Ainvayi (Dilli Club Mix) | Master Saleem, Sunidhi Chauhan              |
| Dum Dum (Sufi Mix)               | Sukhwinder Singh, Himani Kapoor             |

## Auszeichnungen
Filmfare Award 2011
- Filmfare Award/Bestes Debüt an Ranveer Singh
- Filmfare Award/Bestes Regiedebüt an Maneesh Sharma

IIFA Award
- Hottest Pair an Anushka Sharma und Ranveer Singh
- IIFA Award/Bester Debütant an Ranveer Singh
- IIFA Award/Beste Hauptdarstellerin an Anushka Sharma
- IIFA Award/Bestes Kostüm an Niharika Khan
- IIFA Award/Bester Schnitt an Namrata Rao
- Best Song Recording an Vijay Dayal für den Song „Ainvayi Ainvayi“

Star Screen Award
- Star Screen Award/Bestes Regiedebüt an Maneesh Sharma
- Star Screen Award/Meistversprechender Newcomer an Ranveer Singh
- Star Screen Award/Bester Dialog an Habib Faisal
- Star Screen Award/Bester Schnitt an Namrata Rao

Apsara Film & Television Producers Guild Award
- Apsara Award/Bester Schnitt an Namrata Rao
- Apsara Award/Beste Kostüme an Niharika Khan
- Apsara Award/Bester Debütant an Ranveer Singh
- Apsara Award/Bestes Regiedebüt an Maneesh Sharma
- Apsara Award/Bestes Szenenbild an Sonal Choudhry und T. P. Abid
- Apsara Award/Beste Hauptdarstellerin an Anushka Sharma

Zee Cine Award
- Zee Cine Award/Bester Debütant an Ranveer Singh

17th Lions Gold Award
- Lions Favourite Debutant Actor an Ranveer Singh
- Lions Favourite Jodi an Ranveer Singh und Anushka Sharma

Stardust Award
- Superstar of Tomorrow (Male) an Ranveer Singh

## Kritik
„Die Hochzeits-Sets sind knallbunt und üppig, die Kostüme passend, die Kameraarbeit souverän. Nichts wirkt hier extrem aufdringlich oder stilistisch entrückt, es geht alleine um die ansprechende Einbettung der Geschichte und ihrer Hauptdarsteller. Und das bedeutet auch, dass Delhi einmal mehr eine tragende Rolle spielt: Der Film ist ganz zugeschnitten auf die Stadt, ihre Sprache, ihren Lifestyle.
Zum grossen Knüller und Kassenschlager reicht all das vielleicht nicht, doch mit guter Musik, überzeugenden Schauspielern und gefälligem Delhi-Feeling taugt "Band Baaja Baaraat" immerhin als kurzweilige Unterhaltung.“

„Anspruchslos-entspannte Komödie, die aus unterschiedlichsten Hochzeitsarrangements farbenfrohe Funken schlägt und von der Spielfreude der beiden Hauptdarsteller profitiert. Auch die Atmosphäre der Metropole Delhi spielt eine wesentliche Rolle.“